# 常澄 (萬曆進士)
常澄（？—？），字希宪，号湛宇，陕西西安府華州蒲城县人，明朝政治人物。

## 生平
青州同知常廷圭之子。自幼知讀父書，喜安静，工舉業，萬曆十六年（1588年）戊子科陕西乡试舉人，二十六年（1598年）戊戌科進士，刑部觀政，初授临漳县知县，二十八年调東明縣。三十四年行取授兵部主事，三十八年庚戌调吏部，本年調验封司，告病歸。三十九年起验封司主事，调考功司，四十年二月调文选司主事，三月升本司员外郎，十二月升至验封司郎中。嚴絶饋遗，杜嘱託，四十一年癸丑（1613年）予告。

## 家族
曾祖常平。祖常经，贈南京前府经历。父常廷圭，歷官南京前府经历、青州府同知。子常若柱，順治丁丑進士。